# Cristiano Spiller
Cristiano Spiller, bekannt als Spiller, (* 3. April 1975 in Venedig) ist ein italienischer DJ und Musikproduzent, der auch unter dem Namen Laguna veröffentlichte.

## Leben
Schon als Teenager interessierte sich Spiller für elektronische Musik. 1998 unterschrieb er einen Plattenvertrag bei Positiva Records. Zunächst erschien eine EP unter dem Pseudonym Laguna. Es folgten die Singles Batucada und Positive (beide 1998) unter dem Namen Spiller.
Der internationale Durchbruch gelang mit der Single Groovejet (If This Ain’t Love), die in Zusammenarbeit mit dem deutschen DJ Boris Dlugosch und mit der bis dato noch unbekannten britischen Sängerin Sophie Ellis-Bextor entstand und Samples aus Carol Williams’ Love Is You enthält. Das Lied, dessen instrumentale Originalversion auf der 1999 erschienenen Mighty Miami E.P. zu finden ist, wurde ein europaweiter Club-Hit und erreichte Platz 1 in Italien, Großbritannien und Australien. Die Single verkaufte sich über 2 Millionen Mal.
2002 erschien die Nachfolge-Single Cry Baby mit Samples aus Otis Clays Love Bandit von 1983 und Zapps Dance Floor von 1982, die nur noch mittlere Chartpositionen in England und Italien erreichte. 2003 gründete Spiller sein eigenes Plattenlabel „Nano Records“ und veröffentlichte den House-Track Sola. Trotz weiterer Singles stellte sich kein kommerzieller Erfolg mehr ein.

## Trivia
Spiller gilt mit einer Körpergröße von 2,15 m als „längster Musiker der Welt“.

## Diskografie

### EPs
- 1997: Vol. 1 (als Laguna)
- 1999: Mighty Miami E.P.

### Singles
| Jahr | Titel                          | Höchstplatzierung, Gesamtwochen, AuszeichnungChartplatzierungen (Jahr, Titel, Platzierungen, Wochen, Auszeichnungen, Anmerkungen) | Höchstplatzierung, Gesamtwochen, AuszeichnungChartplatzierungen (Jahr, Titel, Platzierungen, Wochen, Auszeichnungen, Anmerkungen) | Höchstplatzierung, Gesamtwochen, AuszeichnungChartplatzierungen (Jahr, Titel, Platzierungen, Wochen, Auszeichnungen, Anmerkungen) | Höchstplatzierung, Gesamtwochen, AuszeichnungChartplatzierungen (Jahr, Titel, Platzierungen, Wochen, Auszeichnungen, Anmerkungen) | Höchstplatzierung, Gesamtwochen, AuszeichnungChartplatzierungen (Jahr, Titel, Platzierungen, Wochen, Auszeichnungen, Anmerkungen) | Anmerkungen                 |
| Jahr | Titel                          | DE | AT | CH | UK | IT | Anmerkungen                 |
| ---- | ------------------------------ | --- | --- | --- | --- | --- | --------------------------- |
| 2000 | Groovejet (If This Ain’t Love) | DE14 (13 Wo.)DE | AT16 (12 Wo.)AT | CH5 (25 Wo.)CH | UK1 Platin · (24 Wo.)UK | IT1 (? Wo.)IT | Gesang: Sophie Ellis-Bextor |
| 2002 | Cry Baby                       | — | — | — | UK40 (2 Wo.)UK | IT25 (? Wo.)IT |                             |

Weitere Singles
- 1997: Spiller from the UK? (als Laguna)
- 1998: Batucada
- 1998: Positive (feat. Moony)
- 2003: Sola
- 2006: Jumbo
- 2007: Sola (feat. Theo)
- 2011: Pigeonman’s Revenge
- 2013: Urastar